# Campionato mondiale giovanile di scherma 1968
Il Campionato mondiale juniores di scherma del 1968 (1968 World Juniors Fencing Championships) è stato organizzato dalla Federazione internazionale della scherma e si è svolto a Londra in Regno Unito dal 12-15 aprile.
Nel fioretto, si sono aggiudicati i titoli del campionato mondiale il polacco Jerzy Kaczmarek, che ha battuto in finale il sovietico Sergey Yunitchenko, e la sovietica Natalia Kozlenko che ha avuto la meglio sulla magiara Olga Seregi.
Nella spada il sovietico Igor Samochkin ha battuto in finale il sovietico Valeri Rossar, ottenendo il titolo mondiale juniores maschile.
Nella sciabola il sovietico Viktor Krovopuskov prevale sul francese Gerard Toqueboeuf.

## Podi

### Uomini
| Specialità  | Oro                | Argento            | Bronzo             |
| Individuali |                    |                    |                    |
| Fioretto    | Jerzy Kaczmarek    | Sergey Yunitchenko | Elmar Beierstettel |
| Spada       | Igor Samochkin     | Valeri Rossar      | Zbigniew Matwiejew |
| Sciabola    | Viktor Krovopuskov | Gerard Toqueboeuf  | Peter Renski       |

### Donne
| Specialità  | Oro              | Argento     | Bronzo       |
| Individuali |                  |             |              |
| Fioretto    | Natalia Kozlenko | Olga Seregi | Monika Pulch |

## Medagliere
| Pos.   | Nazione          | Oro | Argento | Bronzo | Totale |
| ------ | ---------------- | --- | ------- | ------ | ------ |
| 1      | Unione Sovietica | 3   | 2       | 1      | 6      |
| 2      | Polonia          | 1   | 0       | 1      | 2      |
| 3      | Francia          | 0   | 1       | 0      | 1      |
| 3      | Ungheria         | 0   | 1       | 0      | 1      |
| 5      | Germania         | 0   | 0       | 2      | 2      |
| Totale | Totale           | 4   | 4       | 4      | 12     |